# Liste der geschützten Landschaftsbestandteile in Suhl
In der Liste der geschützten Landschaftsbestandteile in Suhl sind die geschützten Landschaftsbestandteile und die Flächennaturdenkmale im Gebiet der kreisfreien Stadt Suhl in Thüringen aufgelistet.

## Geschützte Landschaftsbestandteile
| Nr. | Bezeichnung (gLB / FND)                                 | Lage                             | Gemarkung  | Beschreibung | Fläche (ha) | Datum             | Bild                  |
| --- | ------------------------------------------------------- | -------------------------------- | ---------- | --- | ----------- | ----------------- | --------------------- |
|     | Schusterwiese                                           | 50° 37′ 10,6″ N, 10° 43′ 29,6″ O |            | Kleinzahnig vernetzte Feuchtbiotope und Orchideenvorkommen. Am Nordhang des Ringbergs.                                                          | 2           | 25. November 1981 | Bild gesucht BW       |
|     | Mühlwasser                                              | 50° 38′ 43,8″ N, 10° 41′ 56,7″ O |            | Offene Quelltrichter-Landschaft um die ehemalige Dorfstelle Höchstedt.                                                                          | 37,9        | 26. April 1995    | Bild gesucht BW       |
|     | Dürre Lauter                                            | 50° 38′ 37,2″ N, 10° 44′ 37,5″ O |            | Tal an der Südabdachung des Thüringer Waldes, trotz Höhenlage Vorkommen wärmeliebender Arten.                                                   | 19,5        | 5. Januar 1998    | Bild gesucht BW       |
|     | Königswasser                                            | 50° 38′ 25,8″ N, 10° 42′ 13,6″ O |            | Einzigartige Häufung von Gewässerformen aller Art. Bis etwa 1955 wahrscheinlich Teil einer größeren Weidelandschaft.                            | 18,2        | 16. Januar 1998   | Bild gesucht BW       |
|     | Steinsfelder Wasser                                     | 50° 39′ 18,5″ N, 10° 43′ 43,8″ O |            | Reichhaltige Feuchtbiotope. Jagdrevier der Fransenfledermaus.                                                                                   | 14,85       | 20. Dezember 2001 | Bild gesucht BW       |
|     | Dreisbachtal                                            | 50° 35′ 17,4″ N, 10° 39′ 5,9″ O  |            | Kerbsohlental in einer Buntsandsteinlandschaft mit für den Amphibienschutz wichtigen künstlich angelegten stehenden Gewässern.                  | 27,15       | 27. Februar 2003  | Dreisbachtal bei Suhl |
|     | Lautenbachtal und Krumme Äcker                          | 50° 36′ 46,7″ N, 10° 40′ 0,1″ O  |            | Von schwebstoffreichen Wässern aus Stollenmundlöchern gespeister Bach. Auf den Wiesenhängen Vorkommen des Dunklen Wiesenknopf-Ameisenbläulings. | 16,7        | 9. Mai 2012       | Bild gesucht BW       |
|     | Fichtenkopfhochmoor (Hochmoor/Rennsteig)                | 50° 39′ 13,9″ N, 10° 46′ 14,6″ O |            | Aufgrund der geologischen und/oder bergbaugeschichtlichen Bedeutung landeskulturell geschützt.                                                  |             | 4. November 1936  | Bild gesucht BW       |
|     | Steinsburg bei Suhl (Basalt-Steinbruch)                 | 50° 34′ 51,1″ N, 10° 40′ 22,4″ O |            | Aufgrund der geologischen und/oder bergbaugeschichtlichen Bedeutung landeskulturell geschützt.                                                  |             | 8. Dezember 1936  | Bild gesucht BW       |
|     | Blöcke verkieselten Zechsteins, Schleusinger Straße     | 50° 36′ 0″ N, 10° 42′ 49,1″ O    |            | Aufgrund der geologischen und/oder bergbaugeschichtlichen Bedeutung landeskulturell geschützt.                                                  |             | 11. Juni 1936     | Bild gesucht BW       |
|     | Bergwerkshalde „Goldene Rose“ im Pochwerksgrund         | 50° 38′ 18,8″ N, 10° 45′ 20,4″ O | Goldlauter | Aufgrund der geologischen und/oder bergbaugeschichtlichen Bedeutung landeskulturell geschützt.                                                  |             | 25. November 1981 | Bild gesucht BW       |
|     | Tuff-Steinbruch am Adler, unweit der Schmücke/Rennsteig | 50° 39′ 4,8″ N, 10° 45′ 8,8″ O   |            | Aufgrund der geologischen und/oder bergbaugeschichtlichen Bedeutung landeskulturell geschützt.                                                  |             | 25. November 1981 | Bild gesucht BW       |
|     | Granit-Steinbruch am vorderen Bocksberg                 | 50° 37′ 36,6″ N, 10° 42′ 39,3″ O |            | Aufgrund der geologischen und/oder bergbaugeschichtlichen Bedeutung landeskulturell geschützt.                                                  |             | 25. November 1981 | Bild gesucht BW       |